# Colpothorax
Colpothorax är ett släkte av skalbaggar. Colpothorax ingår i familjen vivlar.
Kladogram enligt Catalogue of Life:
| Colpothorax | \| \| Colpothorax leucopterus \| \| \| \| \| \| Colpothorax undulata \| \| \| \| |
|             | \| \| Colpothorax leucopterus \| \| \| \| \| \| Colpothorax undulata \| \| \| \| |
|             | Colpothorax leucopterus                                                          |
|             |                                                                                  |
|             | Colpothorax undulata                                                             |
|             |                                                                                  |